# Live from Jupiter Records
Live from Jupiter Records il quinto album (ed il primo dal vivo) del gruppo musicale statunitense Fastball pubblicato nel 2003.

## Tracce
| #  | Title                             | Length | Music                         |
| -- | --------------------------------- | ------ | ----------------------------- |
| 1  | Fire Escape                       | 3:24   | Miles Zuniga                  |
| 2  | I Get High                        | 3:08   | Tony Scalzo, Miles Zuniga     |
| 3  | Don't Give Up on Me               | 3:50   | Miles Zuniga                  |
| 4  | The Way                           | 3:46   | Tony Scalzo                   |
| 5  | Just Another Place I Don't Belong | 2:45   | Al Anderson - Miles Zuniga    |
| 6  | Mercenary Girl                    | 2:51   | Tony Scalzo, Miles Zuniga     |
| 7  | Life                              | 2:45   | Miles Zuniga - Will Kimbrough |
| 8  | Falling upstairs                  | 3:37   | Tony Scalzo, Miles Zuniga     |
| 9  | Airstream                         | 3:39   | Al Anderson, Miles Zuniga     |
| 10 | Out of My Head                    | 2:40   | Tony Scalzo                   |